# Poza Churince
Poza Churince är en källa i Mexiko. Den ligger i delstaten Coahuila, i den norra delen av landet.